# ソニー・ミュージックソリューションズ
株式会社ソニー・ミュージックソリューションズ（英: Sony Music Solutions Inc.）は、エンタテインメントソリューションビジネスを行っている日本の企業。ソニー・ミュージックエンタテインメントの完全子会社。
ソニーミュージックグループのジャケット制作・製版部門として設立。ソニー・ミュージックスタジオの運営や業務用モニターヘッドホン「MDR-M1ST」「MDR-CD900ST」、および業務用モニターイヤホン「MDR-EX800ST」の各種販売も行っている。

## 沿革
- 1974年 - 株式会社CBS・ソニー（現：株式会社ソニー・ミュージックエンタテインメント）に製版研究チームが発足。
- 1975年 - 後のCBS・ソニーGA事業部の基礎となる製版研究チームが静岡工場内の印刷製版部門（製造6課）となる。
- 1979年 - CBS・ソニーレコード内にクリエイティブセンターを設立。静岡の製版部門と東京のデザイン部門を統合。
- 1982年 - 後にCBS・ソニーコミュニケーションズとして独立する母体となる、GA（グラフィックアーツ）事業部が40数名でスタート。
- 1987年 - GA事業部がCBS・ソニーから独立し、株式会社CBS・ソニーコミュニケーションズとして設立。
- 1991年 - 株式会社ソニー・ミュージックコミュニケーションズ（Sony Music Communications Inc.）に商号を変更。
- 1993年 - イベントの企画・運営、店舗開発ビジネスを開始。
- 1994年 - PlayStationの発売を機にゲーム・映像ソフトのパッケージや販促物などのデザイン・製版業務を開始。
- 1994年 - 1997年 - デザイン力の強化のため、ソニーミュージックグループのレーベル会社に所属するデザイナーを、SMCのデザイン部門に集約。
- 2002年 - 株式会社ソニー・ミュージックエンタテインメントの録音部（ソニー・ミュージックスタジオ）、特販部を統合。
- 2004年 - プランニング、エコソリューションビジネスを開始。
- 2017年 - 本社を新宿区市谷田町1丁目4番地から東京ミッドタウンに移転。
- 2019年 - ソニー・ミュージックコミュニケーションズを存続会社とし、ソニーDADCジャパン及びジャレードの2社を4月1日に吸収合併し統合[3]。また、ソニー・ミュージックマーケティング（現：ソニー・ミュージックマーケティングユナイテッド）のマーケティンググループの一部、マーケット・プロモートグループ及びネットビジネスグループの行う事業を4月1日に吸収分割し承継[3]。この再編に伴い、株式会社ソニー・ミュージックソリューションズに商号変更[3]。
- 2020年4月1日 - アジアドラマチックTVを運営するソラシア・エンタテインメントを吸収合併の方式で統合。エムオン・エンタテインメントを子会社化[4]
- 2021年4月1日 - 同じSMEの子会社の株式会社レーベルゲートを吸収合併の方式で統合。音楽配信サービスサイト「mora」などの運営が当社に移った。
- 2024年9月4日 - この日に発売されたアニメ作品『ただいま、おかえり』（第1巻）以降のソフト発売・販売（旧作も含む）をハピネット・メディアマーケティングが担当。日本国外（ソニー・ピクチャーズ エンタテインメント（SPE））とは異なり、ソニー・ピクチャーズ エンタテインメント（SPEJ）は全作品の権利元として関わるようになり、全作品におけるソフトの販売権を失った[5][6]。それに伴い、商号変更前のCBS・ソニーグループ時代以来33年ぶりにSPEJ以外の全作品におけるソフトの販売権をソニー・ミュージックソリューションズへ移管。

## 現在の販売レーベル
2019年4月1日付で音楽配信向けを除き、全てソニー・ミュージックマーケティングから移管された。

### ソニーミュージックグループ
- アニプレックス
- ソニー・ミュージックアーティスツ
  - ヴィレッジミュージック
- ソニー・ミュージックレーベルズ
  - ソニー・ミュージックレコーズ（CBS・ソニー、ダブル・オーレコード等の作品を含む）
  - エスエムイーレコーズ
  - エピックレコードジャパン（アンティノスレコード等の作品を含む）
  - キューンミュージック
  - ソニー・ミュージックアソシエイテッドレコーズ
  - アリオラジャパン（前身のBMG JAPAN、日本ビクター → ビクター音楽産業〈現：ビクターエンタテインメント〉/RCAレコード事業部、RVC、ファンハウス、BMGビクター、BMGファンハウス、ゾンバ・レコーズ・ジャパン等の作品を含む）
  - サクラミュージック
  - ソニー・ミュージックジャパンインターナショナル
  - ソニー・クラシカル
  - ソニー・ミュージックダイレクト
  - アルファミュージック
- ミュージックレイン

### ソニーミュージックグループ以外
- ASOBIMUSIC（アソビミュージック） - KAWAII LAB.（FRUITS ZIPPERなど）について販売元となった実績がある。
- アップフロントワークス - アップフロントグループのレコード会社。同社の最筆頭レーベルであるzetimaの販売委託元を担当。
- ABCアニメーション[7] - 朝日放送グループホールディングス傘下のアニメーション会社で、2025年7月1日より事業分野に音楽事業およびレーベル機能を新設。吉武千颯、七瀬彩夏が所属。
- KADOKAWA - エビテンレコードの販売委託。
- コナミデジタルエンタテインメント - マルチメディアカンパニー製作の音楽・映像作品の一部を販売委託。
- ストームレーベルズ - STARTO ENTERTAINMENT（旧・ジャニーズ事務所）のレコード会社。嵐やHey! Say! JUMP、かつてのTOKIOなどが所属。
  - イーラブ・レーベル - 旧社時代も含む。
  - INFINITY RECORDS - SUPER EIGHTのプライベート・レーベル。
  - JI Label - Jr.（旧・ジャニーズJr.）のプライベート・レーベル。
  - J-One Records - KAT-TUNのプライベート・レーベル。
- SHOCHIKU RECORDS - 松竹音楽出版[8]の音楽レーベル。映画のサントラなど。
- スクウェア・エニックス - ゲームミュージック等のサントラの販売委託元を担当。
  - タイトー - ZUNTATA、およびゲームミュージック等のサントラの販売委託元を担当。
- セルピュータ - カプコンの音楽レーベル。
- Tsubasa Records - 川嶋あいなどが所属する芸能事務所つばさプラスのプライベート・レーベル。
- Daisy Music - 佐野元春の自主レーベル。
- ティームエンタテインメント
- techesko - アミューズ関連レーベル。
- デンジャークルー・レコード
- T-SQUARE Music Entertainment・Orange Lady
- 日音
  - Anchor Records
  - Kisspoint Records - アイドル専門レーベル。
- ハピネット - 主にゲーム系音楽向けが中心。
- バンダイナムコミュージックライブ（旧・バンダイナムコアーツ）
  - SUNRISE Music Label
  - GloryHeaven
  - Purple One Star
- FIREWALL DIV. - DIR EN GREYをはじめとするフリーウィル所属のバンドが多く所属する、フリーウィルとの合弁のレーベル。
- First JB music - ジェジュンの個人事務所JB'sが設立したレーベル。
- フォーライフミュージックエンタテイメント
- Buppuレーベル - 槇原敬之の所属事務所ワーズアンドミュージックが設立した個人レーベル。
- ホステス・エンタテインメント
- マーベラス - ポニーキャニオンから承継。主にプリキュアシリーズの主題歌・サントラ・声優ボーカルアルバムCDの販売委託元を担当。DVDは、ポニーキャニオン（2020年まで）、ハピネット・メディアマーケティング（2021年以降）に各々販売委託を担当している[9][10]。
- Lagoon Records - 高中正義の個人レーベル
- ワーナーミュージック・ジャパン - 米国ワーナー・ミュージック・グループの日本法人[11]。
  - MOON RECORDS - 山下達郎・竹内まりや夫妻のプライベート・レーベル。旧名はアルファ・ムーン → エム・エム・ジー → イーストウエスト・ジャパン → ワーナー エンターテイメント ジャパン（現：ワーナー ブラザース ジャパン）。後にマザーエンタープライズのマザーアンドチルドレンと合併。
  - TACO RECORDS - 川谷絵音のプライベート・レーベル。
  - unBORDE
  - ウォータータワー・ミュージック（英語版） - 米国ワーナー・ブラザースのレコードレーベル。
- トイズファクトリー - 2021年4月1日から販売受託（以前はバップが担当）[12]
  - セーニャ・アンド・カンパニー - ゆずの音楽事務所。
- よしもとミュージックエンタテインメント - 吉本興業のレコード会社。2019年4月1日から2021年9月30日まで。2021年10月1日から一部商品を除く同社発売の芸人・音楽アーティストのCD・DVDのセル・レンタル商品の販売・営業・流通業務の委託先をユニバーサル ミュージック合同会社が行う一方、同日以降は一部の作品に限り当社が引き続き担当する[13][14][15][16]。なお、ソニーに販売委託する前は、東芝EMIとコロムビアミュージックエンタテインメントが行なっていた。

### 以前販売受託していた会社
- SALTMODERATE - 玉置浩二および安全地帯の自主レーベル。ソニーに販売委託されていた作品（2012年 - 2014年）は、ソニー・ミュージックダイレクトから再発売されている。現在はSPACE SHOWER MUSICへ販売委託された上で、発売されている。尚、玉置浩二及び安全地帯は日本コロムビアのBetter Daysレーベルに所属している。
- ドリーミュージック - 2017年に日本コロムビアへ再移管。

## アニメ作品
2011年から各種テレビアニメの製作委員会に度々参加している（主にKADOKAWA メディアファクトリー主導の作品）。

### ソニー・ミュージックコミュニケーションズ
| 年     | タイトル                                           | アニメーション制作                  | 備考               |
| ------ | -------------------------------------------------- | ----------------------------------- | ------------------ |
| 2011年 | IS 〈インフィニット・ストラトス〉                  | エイトビット                        |                    |
| 2011年 | 異国迷路のクロワーゼ                               | サテライト                          |                    |
| 2011年 | 神様ドォルズ                                       | ブレインズ・ベース                  |                    |
| 2012年 | 黄昏乙女×アムネジア                                | SILVER LINK.                        |                    |
| 2012年 | この中に1人、妹がいる!                             | Studio五組                          |                    |
| 2012年 | ココロコネクト                                     | SILVER LINK.                        | クレジット表記なし |
| 2012年 | さくら荘のペットな彼女                             | J.C.STAFF                           |                    |
| 2012年 | お兄ちゃんだけど愛さえあれば関係ないよねっ         | SILVER LINK.                        |                    |
| 2013年 | 私がモテないのはどう考えてもお前らが悪い!          | SILVER LINK.                        |                    |
| 2013年 | IS 〈インフィニット・ストラトス〉 2                | エイトビット                        |                    |
| 2013年 | ゴールデンタイム                                   | J.C.STAFF                           | クレジット表記なし |
| 2013年 | のんのんびより                                     | SILVER LINK.                        |                    |
| 2014年 | 魔法戦争                                           | マッドハウス                        |                    |
| 2014年 | ディーふらぐ!                                      | ブレインズ・ベース                  |                    |
| 2014年 | 星刻の竜騎士                                       | C-Station                           |                    |
| 2014年 | ソウルイーターノット!                              | ボンズ                              |                    |
| 2014年 | シドニアの騎士                                     | ポリゴン・ピクチュアズ              | クレジット表記なし |
| 2014年 | デート・ア・ライブII                               | プロダクションアイムズ              | クレジット表記なし |
| 2014年 | 普通の女子校生が【ろこどる】やってみた。           | feel.                               |                    |
| 2014年 | 月刊少女野崎くん                                   | 動画工房                            |                    |
| 2014年 | 繰繰れ! コックリさん                               | TMS/だぶるいーぐる                  |                    |
| 2014年 | 失われた未来を求めて                               | feel.                               | クレジット表記なし |
| 2015年 | 幸腹グラフィティ                                   | シャフト                            |                    |
| 2015年 | シドニアの騎士 第九惑星戦役                        | ポリゴン・ピクチュアズ              | クレジット表記なし |
| 2015年 | アクエリオンロゴス                                 | サテライト、C2C                     |                    |
| 2015年 | 青春×機関銃                                        | ブレインズ・ベース                  |                    |
| 2015年 | のんのんびより りぴーと                            | SILVER LINK.                        |                    |
| 2015年 | 空戦魔導士候補生の教官                             | diomedéa                            | クレジット表記なし |
| 2016年 | ブブキ・ブランキ                                   | サンジゲン                          |                    |
| 2016年 | プリンス・オブ・ストライド オルタナティブ          | マッドハウス                        | クレジット表記なし |
| 2016年 | 亜人                                               | ポリゴン・ピクチュアズ              | クレジット表記なし |
| 2016年 | 昭和元禄落語心中                                   | スタジオディーン                    | クレジット表記なし |
| 2016年 | この素晴らしい世界に祝福を!                        | スタジオディーン                    | クレジット表記なし |
| 2016年 | くまみこ                                           | キネマシトラス EMTスクエアード      |                    |
| 2016年 | ジョーカー・ゲーム                                 | Production I.G                      |                    |
| 2016年 | 少年メイド                                         | エイトビット                        |                    |
| 2016年 | SUPER LOVERS                                       | スタジオディーン                    | クレジット表記なし |
| 2016年 | 初恋モンスター                                     | スタジオディーン                    |                    |
| 2016年 | NEW GAME!                                          | 動画工房                            | クレジット表記なし |
| 2016年 | SERVAMP-サーヴァンプ-                              | ブレインズ・ベース プラチナビジョン |                    |
| 2016年 | ViVid Strike!                                      | セブン・アークス・ピクチャーズ      |                    |
| 2016年 | ナンバカ                                           | サテライト                          |                    |
| 2017年 | 幼女戦記                                           | NUT                                 | クレジット表記なし |
| 2017年 | 昭和元禄落語心中 -助六再び篇-                      | スタジオディーン                    | クレジット表記なし |
| 2017年 | ガヴリールドロップアウト                           | 動画工房                            |                    |
| 2017年 | ハンドシェイカー                                   | GoHands                             | クレジット表記なし |
| 2017年 | CHAOS;CHILD                                        | SILVER LINK.                        | クレジット表記なし |
| 2017年 | この素晴らしい世界に祝福を!2                       | スタジオディーン                    | クレジット表記なし |
| 2017年 | ロクでなし魔術講師と禁忌教典                       | ライデンフィルム                    |                    |
| 2017年 | ひなこのーと                                       | パッショーネ                        | クレジット表記なし |
| 2017年 | アホガール                                         | ディオメディア                      | クレジット表記なし |
| 2017年 | 徒然チルドレン                                     | Studio五組                          | クレジット表記なし |
| 2017年 | メイドインアビス                                   | キネマシトラス                      |                    |
| 2017年 | NEW GAME!!                                         | 動画工房                            | クレジット表記なし |
| 2017年 | 魔法陣グルグル                                     | Production I.G                      | クレジット表記なし |
| 2017年 | ようこそ実力至上主義の教室へ                       | Lerche                              | クレジット表記なし |
| 2017年 | 劇場版Fate/kaleid liner プリズマ☆イリヤ 雪下の誓い | SILVER LINK.                        |                    |
| 2017年 | Code:Realize ～創世の姫君～                        | M.S.C                               |                    |
| 2017年 | つうかあ                                           | SILVER LINK.                        | クレジット表記なし |
| 2017年 | ネト充のススメ                                     | SIGNAL.MD                           |                    |
| 2017年 | 僕の彼女がマジメ過ぎるしょびっちな件               | ディオメディア スタジオブラン       | クレジット表記なし |
| 2018年 | 宇宙よりも遠い場所                                 | マッドハウス                        | クレジット表記なし |
| 2018年 | ゆるキャン△                                        | C-Station                           | クレジット表記なし |
| 2018年 | ハクメイとミコチ                                   | Lerche                              |                    |
| 2018年 | 文豪ストレイドッグス DEAD APPLE                    | ボンズ                              |                    |
| 2018年 | 多田くんは恋をしない                               | 動画工房                            | クレジット表記なし |
| 2018年 | デビルズライン                                     | プラチナビジョン                    | クレジット表記なし |
| 2018年 | PEACE MAKER 鐵                                     | WHITE FOX                           |                    |
| 2018年 | ちおちゃんの通学路                                 | ディオメディア                      | クレジット表記なし |
| 2018年 | 音楽少女                                           | スタジオディーン                    | クレジット表記なし |
| 2018年 | あそびあそばせ                                     | Lerche                              | クレジット表記なし |
| 2018年 | アンゴルモア 元寇合戦記                            | NAZ                                 | クレジット表記なし |
| 2018年 | つくもがみ貸します                                 | テレコム・アニメーションフィルム    |                    |
| 2018年 | やがて君になる                                     | TROYCA                              |                    |
| 2018年 | うちのメイドがウザすぎる!                          | 動画工房                            |                    |
| 2018年 | 俺が好きなのは妹だけど妹じゃない                   | NAZ マギア・ドラグリエ              | クレジット表記なし |
| 2019年 | W'z《ウィズ》                                      | GoHands                             | クレジット表記なし |
| 2019年 | 私に天使が舞い降りた!                              | 動画工房                            |                    |
| 2019年 | デート・ア・ライブIII                              | J.C.STAFF                           | クレジット表記なし |
| 2019年 | 劇場版 幼女戦記                                    | NUT                                 |                    |

### ソニー・ミュージックソリューションズ
| 年     | タイトル                                             | アニメーション制作               | 備考                                         |
| ------ | ---------------------------------------------------- | -------------------------------- | -------------------------------------------- |
| N/A    | アニプレックス発売作品（販売元）                     | アニプレックス発売作品（販売元） | ソニー・ミュージックマーケティングからの移管 |
| N/A    | ポケットモンスターシリーズ（販売元、小学館発売）     | OLM                              | ソニー・ミュージックマーケティングからの移管 |
| 2019年 | 賢者の孫                                             | SILVER LINK.                     |                                              |
| 2019年 | Bラッパーズ ストリート                               | Pie in the sky                   | 原作                                         |
| 2019年 | 文豪ストレイドッグス                                 | ボンズ                           | クレジット表記なし                           |
| 2019年 | Fate/kaleid liner Prisma☆Illya プリズマ☆ファンタズム | SILVER LINK.                     |                                              |
| 2019年 | ありふれた職業で世界最強                             | asread. WHITE FOX                |                                              |
| 2019年 | 映画 この素晴らしい世界に祝福を!紅伝説               | J.C.STAFF                        |                                              |
| 2019年 | ぼくらの七日間戦争                                   | 亜細亜堂                         |                                              |
| 2020年 | へやキャン△                                          | C-Station                        |                                              |
| 2020年 | SHOW BY ROCK!! ましゅまいれっしゅ!!                  | キネマシトラス                   |                                              |
| 2020年 | 劇場版 メイドインアビス -深き魂の黎明-               | キネマシトラス                   |                                              |
| 2020年 | 魔道祖師                                             | 視美影業                         |                                              |
| 2021年 | SHOW BY ROCK!! STARS!!                               | キネマシトラス                   |                                              |
| 2021年 | ゆるキャン△ SEASON2                                  | C-Station                        | クレジット表記なし                           |
| 2021年 | のんのんびより のんすとっぷ                          | SILVER LINK.                     |                                              |
| 2021年 | 文豪ストレイドッグス わん!                           | ボンズ ノーマッド                | クレジット表記なし                           |
| 2021年 | 天官賜福                                             | 絵夢動画                         |                                              |
| 2021年 | 転生したらスライムだった件 転スラ日記                | エイトビット                     |                                              |
| 2022年 | 時光代理人 -LINK CLICK-                              | 瀾映画                           |                                              |